# Aan de Amsterdamse grachten
Aan de Amsterdamse grachten is een Nederlands lied waarvan de melodie in 1949 werd geschreven door componist Pieter Goemans. De tekst schreef hij een paar jaar later. Het is in de loop der jaren door tientallen artiesten gezongen en opgenomen en geldt als het beroemdste lied over Amsterdam.

## Oorsprong
Goemans zou in 1949 inspiratie voor de melodie hebben gekregen toen hij in Amsterdam op de brug liep waar de Prinsengracht en de Leidsegracht elkaar kruisen. Niet veel later schreef pianist Dick Schallies (destijds lid van het Metropole Orkest) er een arrangement voor. De melodie van het refrein lijkt geïnspireerd op de vierde variatie van het tweede deel andante ma moderato uit het eerste strijksextet van Johannes Brahms. Het begin heeft ook zeer veel weg van de intro van Poldini's Poupée Valsante. Het intro lijkt ook sterk op Vision of Salomé (1909) van Archibald Joyce. Volgens Gerard van Lennep zou Goemans de melodie van Enrico Neckheim en de tekst van Henriette Helena de Lange hebben gekocht, in ruil voor een donkerblauwe 2CV. Schallies, die Goemans zou hebben geholpen bij het noteren van de muziek, bestreed dit. De eerste die het lied Nederland in het openbaar zong, was Johnny Kraaijkamp in het Café de Paris in Amsterdam. In 1960 was zanger-acteur Hans Boskamp de eerste die het nummer op plaat uitbracht, in een duet met zijn vrouw Nan. De titel werd toen nog vermeld als Aan de Amsterdamsche grachten. Daarna verschenen tientallen uitvoeringen, waarvan die van Wim Sonneveld (1962) wellicht de bekendste is. Het nummer is ook uitgevoerd door vrouwen (Tante Leen) en buitenlanders (Louis Neefs, James Last). Recente uitvoeringen zijn van Huub van der Lubbe en André Rieu. Een aantal van deze uitvoeringen is te vinden op de bonus-cd van de cd-box Vic van de Reijt's top 100 van Nederlandstalige singles. De uitvoering van Wim Sonneveld is tevens de nummer 1 van deze lijst. Voor Goemans was de vertolking door André van Duin favoriet.

## Pseudoniem
Componist Goemans publiceerde de compositie onder het pseudoniem Peter Shott. Naar verluidt omdat hij de zoon was van een ambassadeur, terwijl de amusementswereld destijds een wat ordinaire reputatie had. Die zou de goede naam van de familie Goemans weleens aan kunnen tasten, vreesde men. Vader Goemans stond zijn zoon dan wel toe om liedjes te schrijven, maar dan alleen onder pseudoniem. Goemans koos voor de naam Peter Shott, naar de geboortenaam van zijn moeder.

## Ontbrekend couplet
Op de bekendste versie van het lied, van Wim Sonneveld, is niet de volledige tekst te horen zoals Goemans die oorspronkelijk had bedacht. Het volgende couplet ontbrak:

'k Heb veel gereisd en al vroeg de wereld gezien
En nimmer kreeg ik genoeg van 't reizen nadien
Maar ergens bleef er een sterk verlangen in mij
Naar Hollands Kust en de stad aan Amstel en IJ
Waar oude bomen tronen hoog boven 't verkeer
En over 't water gaat er een bootje net als weleer

Slechts enkele artiesten, onder wie Louis Neefs en Louis Dusée, hebben dit 'verloren' couplet wél gezongen.

## Erkenning
Toen Goemans in 2000 was overleden, werd zijn as uitgestrooid over de Prinsengracht. Auteursrechtenorganisatie Buma/Stemra, waarvan Goemans enige tijd bestuurslid was, bood de gemeente Amsterdam een plaquette aan, die op de brug is aangebracht. De tekst erop luidt: 'In de jaren vijftig [sic] gaf deze plek Pieter Goemans (Peter Shott) 1925-2000 de inspiratie voor het lied Aan de Amsterdamse Grachten'. In 2007 werd de brug omgedoopt tot Pieter Goemansbrug.
Het jaarlijkse Prinsengrachtconcert wordt traditioneel afgesloten met het zingen en spelen van Aan de Amsterdamse grachten. Deze traditie heeft zeer uiteenlopende uitvoeringsvarianten opgeleverd. Legendarisch is de weergave door het pianisten-duo Lucas en Arthur Jussen bij het concert van 2018. Toen de Amsterdamse burgemeester Eberhard van der Laan in september stopte met werken vanwege gezondheidsproblemen werd hij op 20 september 2017 vereerd met een staande ovatie voor zijn ambtswoning aan de Herengracht, waarna Aan de Amsterdamse grachten werd gezongen.

## Mooiste lied
In 2024 verzocht de Amsterdamse krant Het Parool zijn lezers het mooiste lied over Amsterdam te kiezen. De 'wedstrijd' werd uitgeschreven naar aanleiding van het 750-jarig bestaan van de stad. Op basis van 1100 publieksstemmen stelde een jury bestaande uit wethouder Touria Meliani (voorzitter) en juryleden Orville Breeveld (namens medeorganisator het Concertgebouw), Peter van Brummelen (namens Het Parool), Joris Nassenstein (Concertgebouw) en Elmer een shortlist van tien liedjes samen, waarvan Aan de Amsterdamse grachten er één was. Uiteindelijk kozen de lezers dit lied als het mooiste, nadat 4500 stemmen waren uitgebracht. Meer dan een kwart, 28 procent, ging naar Aan de Amsterdamse grachten.